# Dschalal ad-Din Hassan
Dschalal ad-Din Hassan, oder Hassan III. (arabisch جلال الدين حسن, DMG Ǧalāl ad-Dīn Ḥasan; † November 1221), war der 25. Imam der Schia der Nizari-Ismailiten und sechste Herrscher von Alamut. Er war der Sohn des 24. Imams Nur ad-Din Muhammad († 1210).
Gerüchten zufolge soll Hassan den Tod seines Vaters durch Gift beschleunigt haben, da er mit diesem über die Glaubenshaltung ihrer Schia im Streit gelegen hat. Jedenfalls hat er sofort nach seinem Herrschaftsantritt öffentlich einen Bruch mit der auf der „Auferstehung“ des Imams und dem angebrochenen „jüngsten Tag“ fußenden Lehre seiner Väter vollzogen, sich zum orthodoxen Islam der Sunna bekannt und die Scharia wieder in Kraft gesetzt. Kalif an-Nasir hat dazu im August 1211 zu Bagdad eine Fatwa verlesen lassen, in welcher die Bekehrung des Herrschers von Alamut verkündet und dieser als „neuer Muslim“ (nou musalmān) in die Gemeinschaft der Gläubigen aufgenommen wurde. Um den Glaubenswechsel zu bekräftigen, hat Hassan in Alamut die als häretisch geltenden Schriften seiner großen Bibliothek verbrennen lassen, weshalb bis auf den heutigen Tag keine schriftlichen Zeugnisse der ismailitischen Gemeinde des Mittelalters erhalten geblieben sind. Auch hat er mit der Erlaubnis des Kalifen vier Töchter des sunnitischen Fürsten von Kutam (Provinz Gilan) geheiratet und seine Mutter 1212/13 eine Pilgerfahrt nach Mekka unternehmen lassen, die dabei vom Kalifen in Bagdad festlich empfangen worden ist. In seiner Schia ist die Rückkehr zur islamischen Orthodoxie unterschiedlich aufgenommen wurden. Die Maße seiner Untertanen ist ihm nicht gefolgt und stand in einer Art Bürgerkrieg gegen ihn und Jene die ihm bereitwillig gefolgt sind. Dagegen ist er in der sunnitischen Geschichtsschreibung, siehe Dschuwaini, im Gegensatz zu seinen Vätern positiv berücksichtigt wurden. 
Hassan hat darauf mehrere Jahre an den Höfen benachbarter Fürsten verbracht und sich mit dem Atabeg von Aserbaidschan, Muzaffar ad-Din Özbeg, gegen den im Irak herrschenden Machthaber Nasir ad-Din Mengli verbündet. Nachdem dieser 1214/15 besiegt war, hat er die Herrschaft über die Städte Abhar und Zandschan erhalten. In seiner Herrscherzeit hat der Eroberungszug der Mongolen unter Dschingis Khan begonnen, die bis nach Zentralasien vorgestoßen waren. Der erste Herrscher „diesseits des Oxus“ (d. h. der islamischen Welt), der diplomatischen Kontakt mit dem Eroberer aufgenommen und diesem die Unterwerfung geschworen hat, war Hassan.
In der Mitte des Monats Ramadan 618 AH (November 1221) ist Hassan an der Ruhr gestorben. Es wurde allerdings geargwöhnt, dass seine Frauen ihn vergiftet hätten, was vom Wesir zum Vorwand genommen wurde, alle erwachsenen Angehörigen der Imamfamilie hinrichten zu lassen. Hassans wenige Jahre alter Nachfolger Ala ad-Din Muhammad hat deshalb zunächst unter fremden Einfluss gestanden. Die Gemeinde der Nizariten ist nach seinem Tod sofort wieder zu der vom 23. Imam verkündeten Lehre zurückgekehrt, an der sie bis heute festhält.